# Беляново (Болгария)
Беляново (болг. Беляново) — село в Болгарии. Находится в Русенской области, входит в общину Ценово. Население составляет 137 человек.

## Политическая ситуация
В местном кметстве Беляново, в состав которого входит Беляново, должность кмета (старосты) исполняет Георги Никифоров Горанов (Национальное движение «Симеон Второй» (НДСВ)) по результатам выборов.
Кмет (мэр) общины Ценово — Владимир Тодоров Калинов (коалиция партий: Союз свободной демократии (ССД), Земледельческий народный союз (ЗНС), Движение за права и свободы (ДПС)) по результатам выборов.